# گروه نوبل اویل
گروه نوبل اویل (انگلیسی: Nobel Oil Group) شرکت خدمات نفتی آذربایجانی است، که در سال ۲۰۰۵ تأسیس شد.